# Fossalta (Trebaseleghe)
Fossalta è una frazione del comune di Trebaseleghe, in provincia di Padova.

## Geografia fisica
Fossalta si colloca a metà strada tra la linea lagunare veneta e la linea delle risorgive, una fascia alluvionale compresa tra i fiumi Brenta e Piave. Politicamente è situata nella zona nordorientale della provincia di Padova, al confine con i paesi di Piombino Dese, Massanzago e  Rustega, frazione di Camposampiero. 

### Idrografia
La zona ricchissima di risorgive e l'abitato è attraversato dal Marzenego, e da numerosi altri corsi d'acqua denominati in veneto "pioveghe" (acque pubbliche). 

## Storia
I documenti più antichi conservati nell'archivio parrocchiale risalgono al XV secolo. Si tratta per lo più di documenti di tipo amministrativo riguardanti tutte le spese parrocchiali. Queste carte furono visionate molte volte nei secoli per controllo o cessazione di diritti, per controversie, per tentativi di catalogazione e per ricerche storiche.
Pur essendo territorio di confine e quindi anche oggetto di contrasto tra trevigiani e padovani, Fossalta non fu totalmente estranea, in epoca romana, ai traffici lungo la via Cornara, detta anche Cornariola. Questa strada divenne importante durante la I guerra mondiale quando il genio militare ne usufruì apponendovi le tabelle indicatrici "da Albaredo A Massanzago". Parlando sempre di antichità Romane c'è da segnalare il ritrovamento di un reperto archeologico. Quando si diffuse l'uso dell'aratro e si cominciarono ad effettuare arature profonde, in località delle Lunghe (Via delle Lunghe), presso la famiglia Centenaro vennero alla luce i resti di un'anfora. L'aspetto di essa è rudimentale, senza alcun tipo di decorazione; il fatto che fosse collocata con l'orlo all'ingiù lascia supporre che appartenesse al corredo di una tomba. La Commissione Diocesana d'Arte Sacra, attesta che l'anfora è da collegare alla presenza del vicino agro centuriato di Borgoricco, risalente al V secolo d.C.

### I documenti più antichi
Tra i documenti conservati nell'archivio parrocchiale, quelli che destano maggiore interesse sono delle pergamene dei sec. XV, XVI e XVII, non di ottima conservazione e di facile lettura. Le prime due riguardano rispettivamente: la posta delle pecore, e un'ordinazione di una pala d'altare per la chiesa. Le altre 8 si riferiscono a dei lasciti in favore della chiesa.

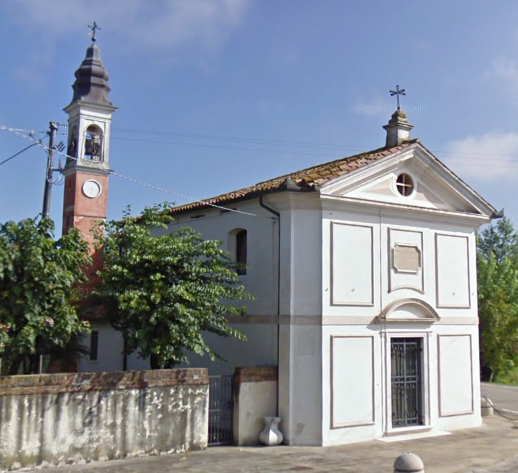
Oratorio dello Zignolo

## Società

### Evoluzione demografica
All'inizio del 1600 la popolazione contava circa 200 anime divise in 24 famiglie. Nel 1685 erano in totale 335, 352 nel 1741, 362 nel 1800, 467 nel 1819, 742 nel 1903, 850 nel 1915 e circa 1 000 nel 1923. Ad oggi, la popolazione è di circa 1 240 abitanti.
Popolazione dal 1600 ad oggi

## Monumenti e luoghi d'interesse

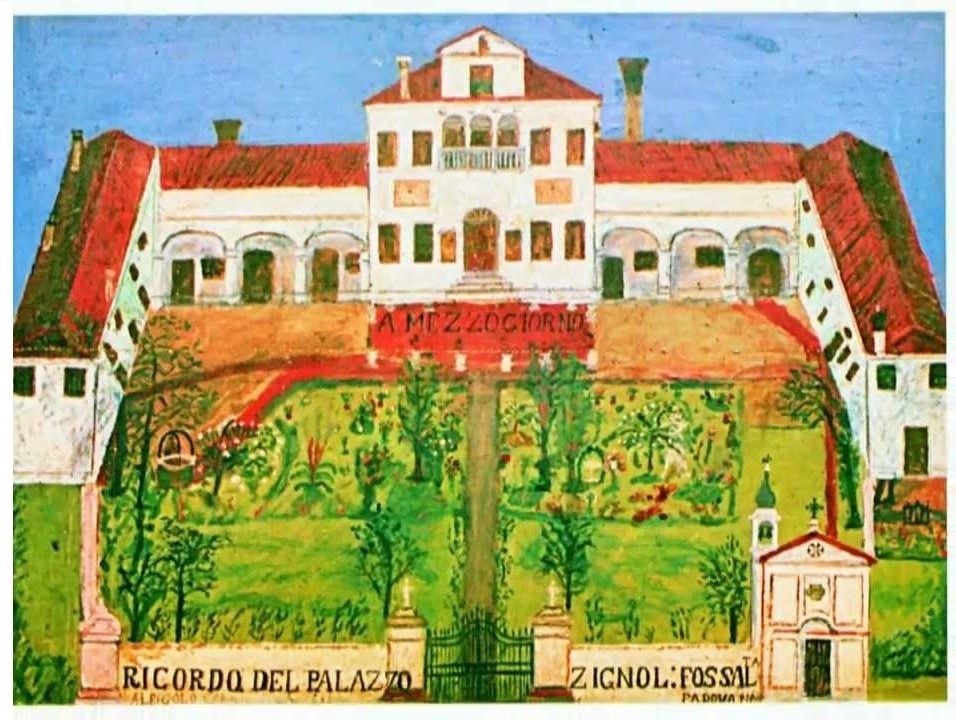
La villa dei Donà, conosciuta come Zignol, demolita nel 1885.

Fossalta non vanta di molti luoghi d'interesse, perché purtroppo sono stati per la maggior parte abbandonati e poi abbattuti. Nel registro parrocchiale "Stato d'anime 1741", vengono riportate solamente tre grandi famiglie: la "Gastaldi" in Cà Donada, la "Gastaldi" in Cà Carnielli e la "Boaria " in Cà Dandolo. Di ville signorili si può parlare solo nel caso dei Donà, gli altri erano palazzi senz'altro più modesti , sia come dimensioni che come architettura. Questa villa passerà poi ai Renier, e d'infine agli "Zignol", nome con cui è ricordata, dopo l'abbattimento nel 1885. Di essa ci è rimasto un dipinto che la ritrae fedelmente, e in cui si può notare la chiesetta ancora intatta.
In via Zignol si trova l'oratorio della Madonna del Rosario, seicentesco.

### Chiesa parrocchiale

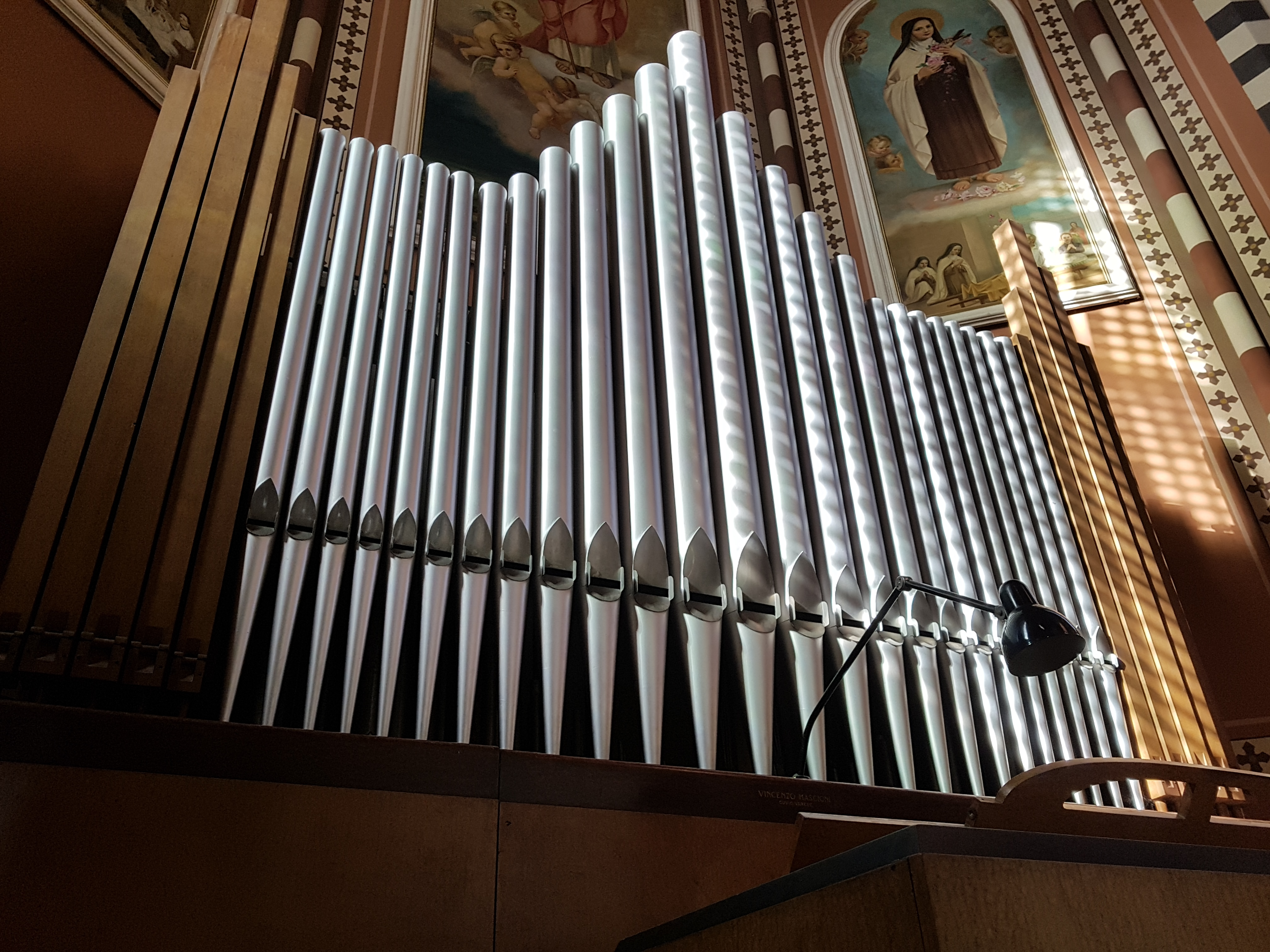
l'organo di Fossalta, collocato dietro l'altare Maggiore

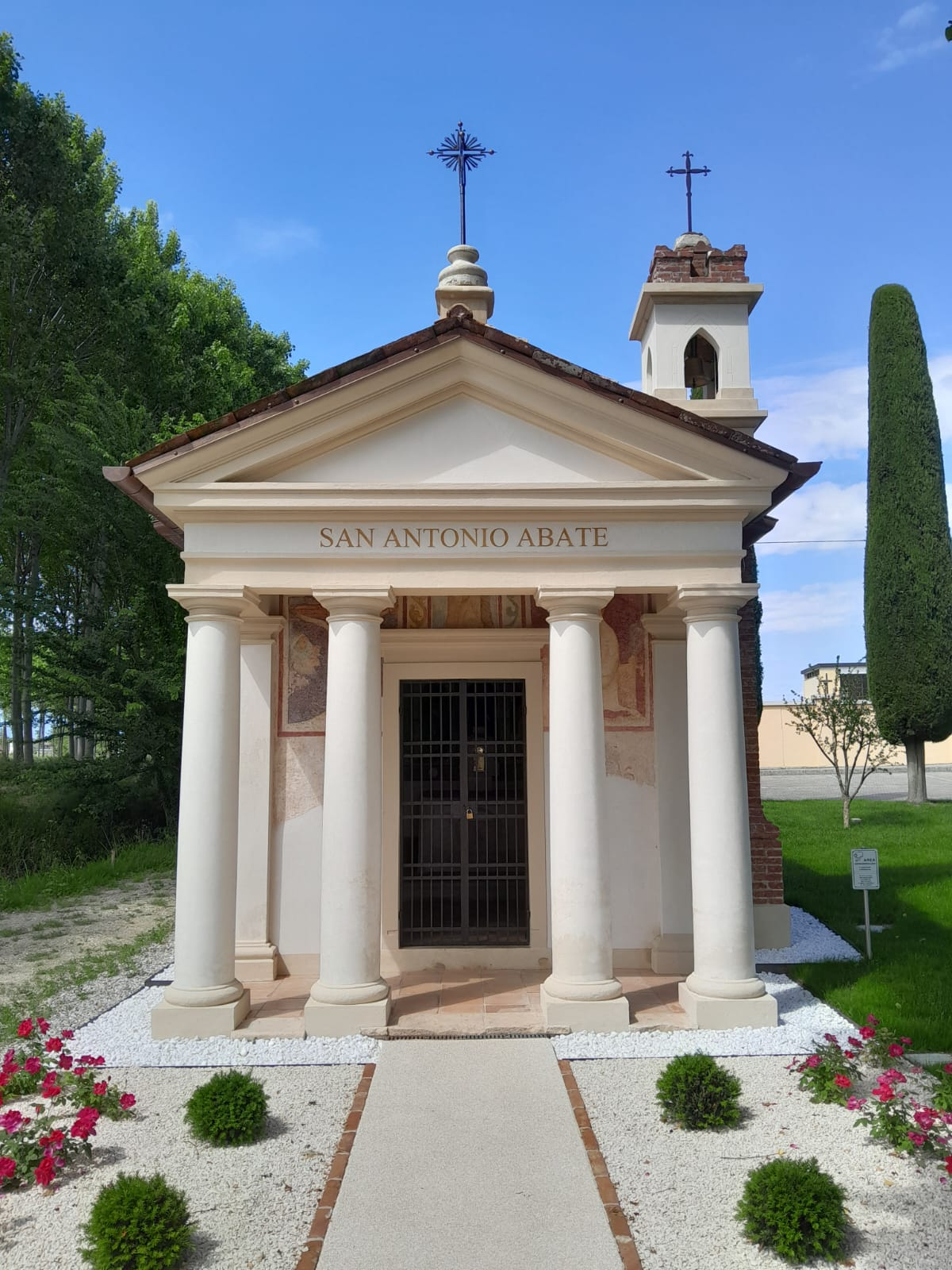
Il capitello di Sant'Antonio Abate

La Chiesa della parrocchia di Fossalta di Trebaseleghe, dedicata a San Giacomo Maggiore dal 1505, è costituita da due edifici che, sebbene si sovrappongano in parte, sono distinti in termini di epoca, dimensioni, stile architettonico e pittorico. La nuova Chiesa della parrocchia, dedicata a San Giacomo apostolo, fu costruita tra il 1925 e il 1931 in uno stile denominato "gotico-italiano". Questa nuova chiesa è caratterizzata da una sola ampia navata rettangolare con due ingressi laterali e uno principale centrale, posizionato di fronte a un altro ingresso di dimensioni maggiori. Le pareti laterali ospitano quattro cappelle: a sinistra rispetto all'ingresso principale troviamo la cappella di Sant'Antonio da Padova e di San Giuseppe, mentre a destra c'è la cappella della Beata Vergine e di San Carlo Borromeo. Cinque archi ogivali in pietra tenera di Nanto si alternano su ciascuna parete, con un cornicione circolare che segna l'inizio del soffitto a botte, composto da ampie vele decorate con rilievi circolari. Nel mezzo delle lunette formate dai profili della volta, si trovano tre bifore e due dipinti murali raffiguranti i quattro evangelisti. Il soffitto del presbiterio è una volta a crociera, sostenuta da lesene multiple agli angoli e due archi gotici. Una semicupola si trova sul retro, divisa in vele da un profilo circolare che parte dal centro dell'arco e si espande radialmente. Due lunghe e strette finestre ai lati sono incorniciate da una larga fascia dipinta e striata. Nel presbiterio, al centro delle due finestre circolari, si trovano cornici in pietra con profili geometrici dipinti. La facciata principale è caratterizzata da pinnacoli, archetti a sesto acuto, un grande rosone sostenuto da colonnine e un protiro con otto colonne, oltre a finestre lunghe e strette ai lati. Le facciate laterali presentano tre finestre accoppiate, due cappelle poligonali e un ingresso centrale, delimitate da paraste verticali e una cornice superiore con archi a sesto acuto in mattoni a vista. Il presbiterio e l'abside, parzialmente visibili, sono realizzati in mattoni a vista.
.

### Il capitello di Sant'Antonio Abate
Davanti al cimitero del paese è situato il capitello di Sant'Antonio Abate, il più antico edificio del paese. Esso infatti si pensa risalga al Quattrocento dato che al suo interno è presente san Rocco, protettore della peste, che aveva colpito il paese nel 1400. Anche monsignor Stocco riferisce che venivano celebrate le messe da tempo immemore.

### I Capitelli
Ci sono vari capitelli votivi a Fossalta come quello della Sacra Famiglia in Via delle Lunghe, o quello della Regina Pacis in Via Stradona; altri sono presenti in: Via Cornariola, Corso del Popolo, Via Bigolo.

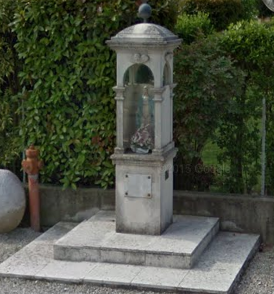
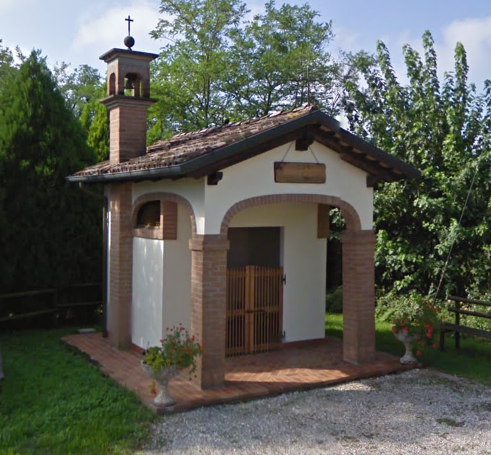
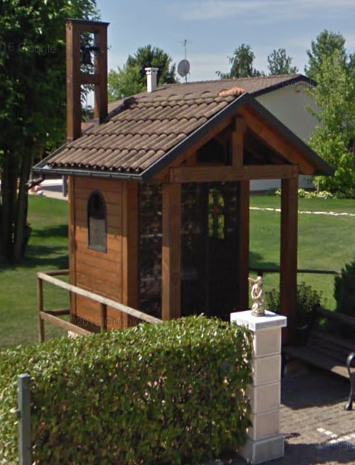
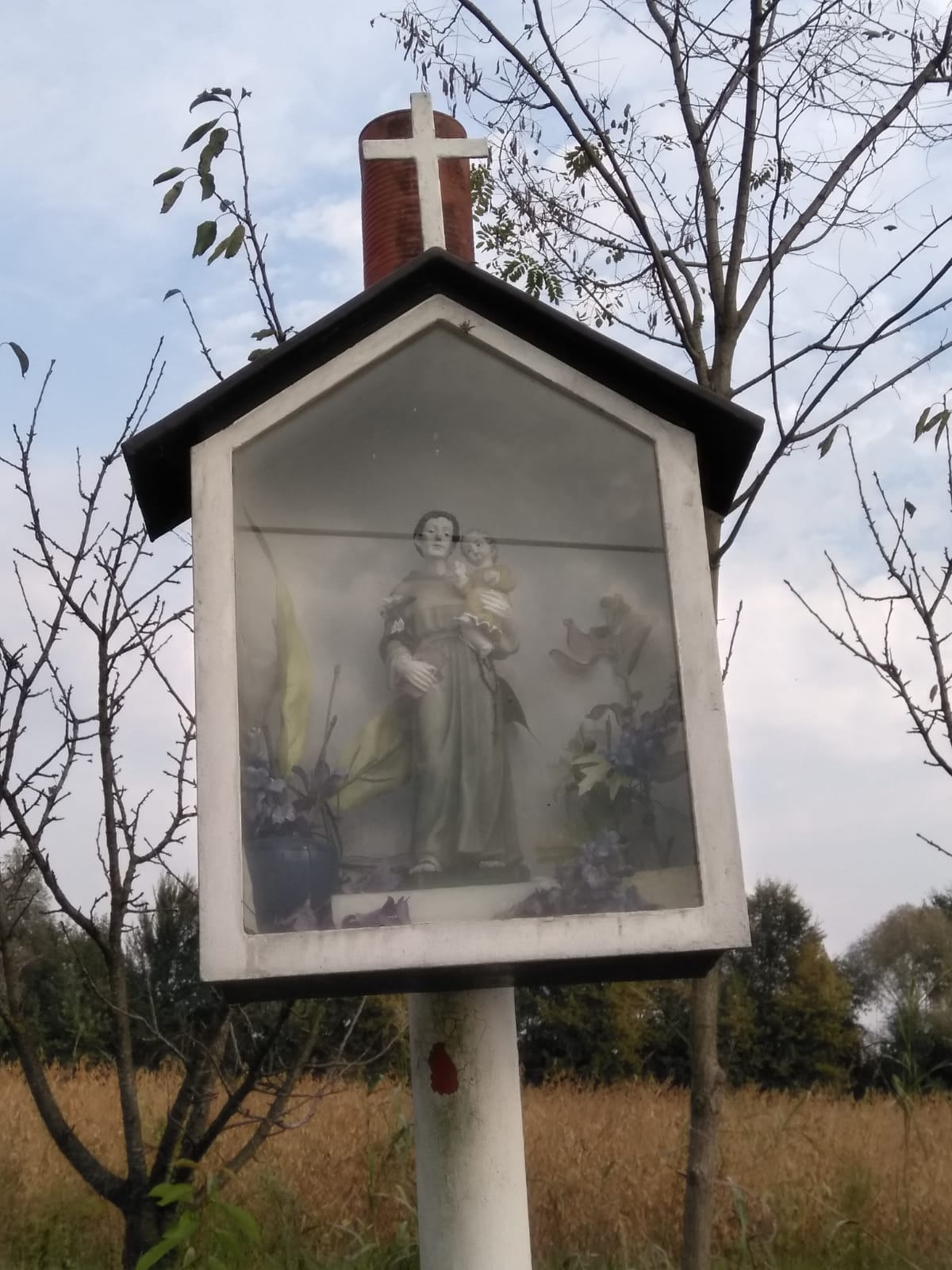

## Cultura

### Eventi
- Sagra dello Zignol (terza domenica di ottobre)
- Red Moon Fest (fino al 2016)
- Sagra di S. Giacomo (intorno al 25 luglio)